# 1902 (szám)
Az 1902 (római számmal: MCMII) az 1901 és 1903 között található természetes szám.

## A matematikában
A tízes számrendszerbeli 1902-es a kettes számrendszerben 11101101110, a nyolcas számrendszerben 3556, a tizenhatos számrendszerben 76E alakban írható fel.
Az 1902 páros szám, összetett szám, szfenikus szám. Kanonikus alakja 21 · 31 · 3171, normálalakban az 1,902 · 103 szorzattal írható fel. Nyolc osztója van a természetes számok halmazán, ezek növekvő sorrendben: 1, 2, 3, 6, 317, 634, 951 és 1902.
Az 1902 egyetlen szám valódiosztóösszeg-függvényeként áll elő, ez az 1901².